# Snedbandad svampmal
Snedbandad svampmal (Morophaga choragella) är en fjärilsart som beskrevs av Michael Denis och Schiff. 1775. Snedbandad svampmal ingår i släktet Morophaga och familjen äkta malar. Arten är reproducerande i Sverige. Inga underarter finns listade i Catalogue of Life.

## Bildgalleri

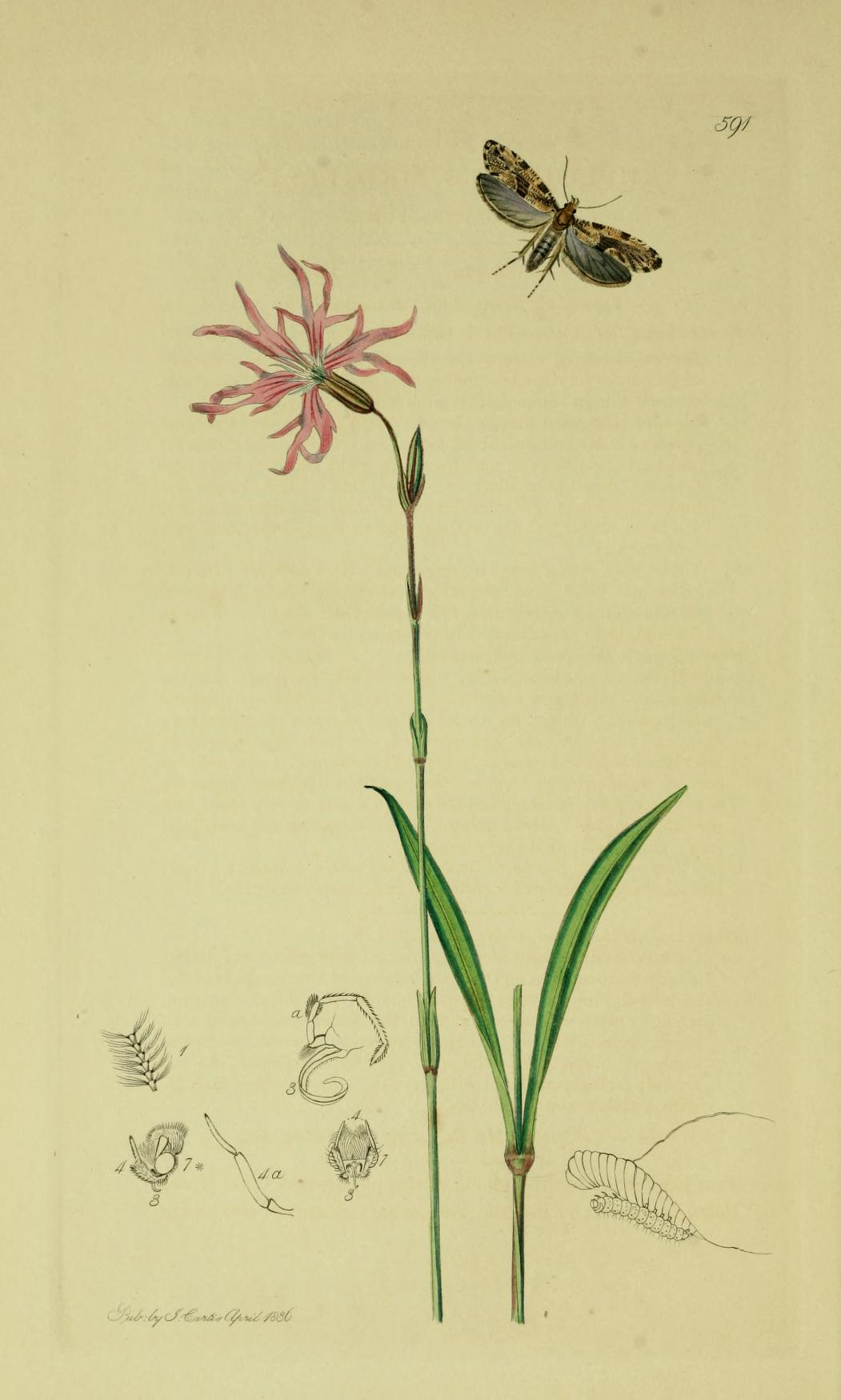
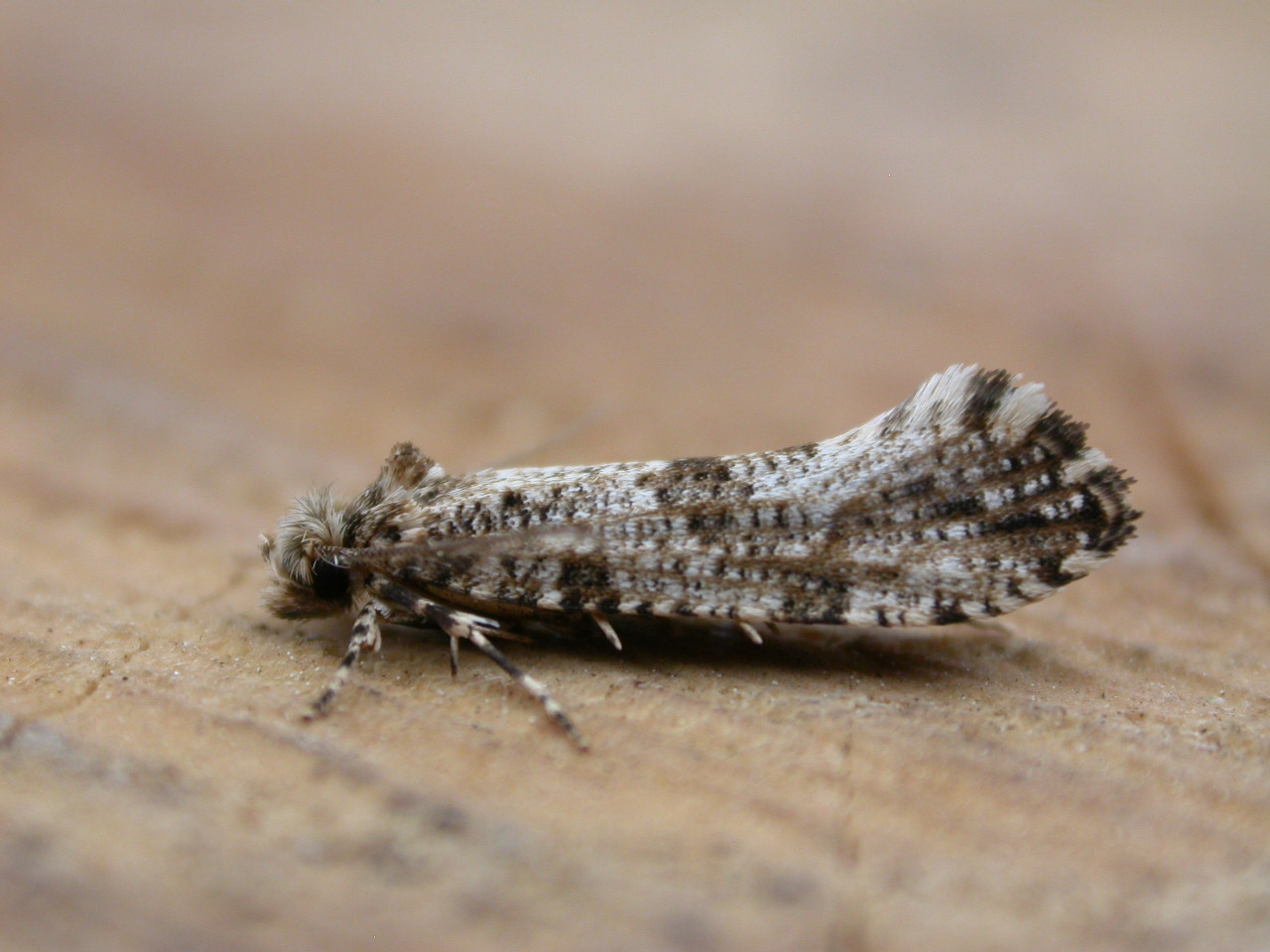